# John Barclay

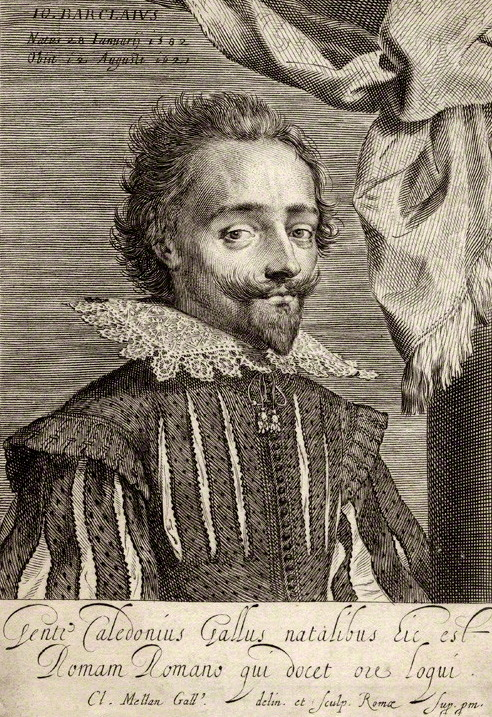
John Barclay

John Barclay (ur. 28 stycznia 1582 w Pont-à-Mousson, zm. 15 sierpnia 1621 w Państwie Kościelnym) – szkocki poeta i satyryk. Autor romansu Euphormionis Satyricon (1603–1607) nawiązującego do utworu Petroniusza, utworu Icon sive descriptio animorum (Obraz charakterów), polemiki Pietas (1612), Apologia pro se i Parenesis (1617) oraz alegorycznej powieści Argenis (1621, przekład polski Wacława Potockiego, wyd. 1697).
Łukasz Opaliński w Obronie Polski prostował opis Rzeczypospolitej w 8 rozdziale Obrazu charakterów.